# Baltička antanta
'Baltička antanta (est. Balti liit ili Balti Antant; lat. Baltijas savienība ili Baltijas Antante; lit. Baltijos Antantė) bio je naziv za vojno-politički savez triju baltičkih država - Estonije, Latvije i Litve - koji je nastao temeljem Sporazuma o antanti i suradnji potpisanog 12. rujna 1934. u Ženevi, a bio je na snazi do 1940. Temeljna svrha sporazuma bilo je usklađivanje zajedničke vanjske politike triju država. 
Premda je savez trebao ojačati međunarodni položaj triju država te dodatno naglasiti njihovu politiku neutralnosti, za što je bila zadužena specijalizirana agencija, prvotna zamisao u konačnici je propala zbog slabosti triju zemalja u pružanju političkoga i vojnoga otpora većim vojnim silama poput Poljske, Sovjetskoga Saveza i Trećega Reicha. Prvi znak nestabilnosti saveza uslijedio je tijekom Poljsko-litavske pogranične krize 1938., a nakon potpisivanja Pakta Ribbentrop-Molotov, Baltik je potpao pod sovjetsko područje utjecaja te je kasnije sve tri države okupirao i anektirao Sovjetski Savez. Tim je činom iz 1940. savez službeno prestao postojati. 
U određenom kontekstu, Baltička skupština danas se smatra slijednikom ovog saveza. 

## Vanjske poveznice
- Oscar Halecki, History of East Central Europe, pristupljeno 29. travnja 2022.